# Ceriagrion rubella
Ceriagrion rubella är en trollsländeart som först beskrevs av Vander Linden 1820.  Ceriagrion rubella ingår i släktet Ceriagrion och familjen dammflicksländor. Inga underarter finns listade i Catalogue of Life.